# Papilio phorcas
Papilio phorcas is een vlinder uit de familie van de pages (Papilionidae). De wetenschappelijke naam van de soort is voor het eerst geldig gepubliceerd in 1775 door Pieter Cramer.

## Kenmerken
De spanwijdte bedraagt ongeveer 8 tot 10 cm.

## Verspreiding en leefgebied
Deze vlindersoort komt voor in Afrika bezuiden de Sahara.

## Waardplanten
De waardplanten behoren tot het geslacht Teclea uit de wijnruitfamilie (Rutaceae).